# Gian-Luca Bona

Gian-Luca Bona (2019)

Gian-Luca Bona (* 9. Mai 1957 in St. Gallen) ist ein Schweizer Physiker und ehemaliger Direktor der Eidgenössischen Materialprüfungs- und Forschungsanstalt.

## Leben
Nach der Grundschule und der Kantonsschule in St. Gallen studierte Gian-Luca Bona an der ETH Zürich Physik und wurde dort 1983 diplomiert. Von 1983 bis 1987 arbeitete er unter Professor Hans-Christoph Siegmann, 1987 doktorierte er. Seine erste Anstellung als Forscher hatte er von 1987 bis 1988 beim IBM-Forschungslabor Rüschlikon. Am dortigen Campus arbeitete er bis 1996 als Research Staff Member, bis 1998 als Projektleiter und in den Jahren 1998 bis 2002 als Manager Photonic Networks.
Im Jahr 2002 wechselte Gian-Luca Bona als Visiting Staff zum Thomas J. Watson Research Center unter Paul Horn nach Yorktown Heights. Von 2003 bis 2004 leitete er die Photonics-Abteilung des IBM-Forschungslabors in Rüschlikon, bevor Bona als Manager des Science and Technology Departments an das IBM Almaden Research Center berufen wurde. Von 2008 bis 2009 leitete er als IBM Direktor Tape Storage Solutions den Bereich innerhalb der IBM Server and Technology Group in Tucson.
Von 2009 bis Mai 2022 war Gian-Luca Bona Direktor der Empa und Professor für Photonics an der ETH Zürich und der EPFL Lausanne. Von 2019 bis Mai 2022 war er als Vertreter der vier Forschungsinstitutionen des ETH-Bereichs Mitglied des ETH Rates.

## Weitere Tätigkeiten
- Mitglied des ETH-Rats
- Mitglied der Schweizerische und der Europäische Physikalische Gesellschaft
- Mitglied der Schweizerische Akademie der Technischen Wissenschaften
- Mitglied des Kuratorium der Bundesanstalt für Materialforschung und -prüfung (BAM), Deutschland
- Stiftungsrat Innovationspark Zürich
- Verwaltungsratsmitglied Innovationspark OST
- Stiftungsrat Technopark Zürich
- Präsident Start-up Inkubator Förderverein glaTec, Dübendorf